# Breaking Dawn: Parte 2 (trilha sonora)
The Twilight Saga: Breaking Dawn – Part 2 (Original Motion Picture Soundtrack) é a trilha sonora oficial do filme Amanhecer – Parte 2 (2012). É o quinto, e ultimo, álbum da trilha sonora da série de filmes The Twilight Saga (208-2012). O CD foi lançado oficialmente em 13 de novembro de 2012 e foi produzido por Alexandra Patsavas, o diretor musical dos três filmes anteriores.

## Faixas
1. "Where I Come From" - (Passion Pit) - 3:39
2. "Bittersweet" - (Ellie Goulding) - 3:56
3. "The Forgotten" - (Green Day) - 4:59
4. "Fire in the Water" - (Leslie Feist) - 2:30
5. "Everything and Nothing" - (The Boom Circuits) - 4:25
6. "The Antidote" - (St. Vincent) - 3:39
7. "Speak Up" - (POP ETC) - 4:40
8. "Heart of Stone" - (Iko) - 3:53
9. "Cover Your Tracks" - (A Boy and His Kite) - 4:31
10. "Ghosts" - (James Vincent McMorrow) - 3:45
11. "All I've Ever Needed" - (Paul McDonald e Nikki Reed) - 3:56
12. "New for You" - (Reeve Carney) - 3:10
13. "A Thousand Years, Pt. 2" (featuring Steve Kazee) - (Christina Perri) - 5:07
14. "Plus que ma propre vie" - (Carter Burwell) - 4:15

## Paradas musicais
| Paradas (2012)                 | Melhor posição |
| ------------------------------ | -------------- |
| Austrália (ARIA Charts)        | 11             |
| Áustria (Ö3 Austria Top 40)    | 10             |
| Canadá (Canadian Albums Chart) | 14             |
| Estados Unidos (Billboard 200) | 3              |
| Espanha (PROMUSICAE)           | 25             |
| Hungria (MAHASZ)               | 30             |
| México (AMPROFON)              | 28             |
| Nova Zelândia (RIANZ)          | 24             |